# Raphael Mürle
Raphael Mürle (* 31. Oktober 1960 in Pforzheim) ist ein deutscher Figurenspieler und Gründer eines Figurentheaters.

## Leben
Raphael Mürle wurde 1960 in Pforzheim geboren. Er studierte 1983 – 1987 an der Staatlichen Hochschule für Musik und Darstellende Kunst in Stuttgart im Fachbereich Figurentheater unter anderem bei Albrecht Roser. Er schloss 1987 das Studium als diplomierter Figurenspieler ab. Seit 1987 betreibt er eine  eigene Spielstätte in Pforzheim-Brötzingen mit regelmäßigem Spielbetrieb.
Von 1987 bis 2018 entstanden 18 Abendproduktionen, 6 Kinderstücke und 5 Kurzprogramme sowie
Regiearbeiten für Puppentheater in Deutschland und der Schweiz.
Raphael Mürle ist Initiator und Organisator des Internationalen Straßentheaterfestivals mit Figuren in Pforzheim. Außerdem nimmt eine  Gastspieltätigkeit, u. a. in Dänemark, Frankreich, Irland, Italien, Japan, Kroatien, Österreich, Polen, Schottland, Schweiz  und Spanien einen großen Teil seiner Arbeit ein.
Raphael Mürle ist u. a. an der Figurentheaterschule in Stuttgart, am Figurentheaterkolleg in Bochum und an der Bildungsstätte Hof Lebherz in Warmsen auch als Dozent tätig.

## Auszeichnungen
- 1983 Gewinner des Kleinkunstpreises „TERPSI“ mit „Szenen mit Marionetten“.
- 1988 Stipendiat der Kunststiftung Baden-Württemberg.
- 2005  Auszeichnung für seine Inszenierung „Cocktails“ beim Festival für Solopuppenspieler in Lodz, Polen
- 2014 Spezialpreis der Jury für das Trio Gottschalk/Mürle/Soehnle mit der Inszenierung „Wunderkammer“ auf dem Internationalen Figurentheaterfestival in Bielsko-Biała, Polen

## Beteiligung an Festivals
- Edinburgh Festival Fringe
- figuren.theater.festival, Nürnberg/Erlangen/Fürth, Deutschland, 1987
- Actua, Zaragoza, Spanien, 2006
- Fantoches, Redondela, Spanien, 2009
- Festival of Wonder, Silkeborg, Dänemark, 2001
- Pole Poppenspäler Tage[2], Husum, Deutschland, 1998, 1999, 2000, 2002, 2003, 2005, 2007, 2008, 2011, 2013, 2015, 2018
- Göttinger Figurentheatertage, Deutschland, 1998, 2000, 2005, 2009, 2012, 2016
- Figurentheatertage Gelsenkirchen, Deutschland, 2000, 2004, 2012
- Internationale Puppentheatertage, Mistelbach, Österreich, 1997, 2005, 2006
- Welser Puppentheatertage, Österreich, 2007, 2015
- Festival La Luna è Azzurra, Ponte a Egola, Italien, 2003
- Festival Entre-Nous, Moiry, Frankreich, 2005
- Poppenspel Festival Meppel, Niederlande, 2008
- Appenzeller Figurentheater Festival, Schweiz, 2014
- LaMama, Puppet Festival, New York City[3], 2018
- Puppille, Gleisdorf, Österreich, 2019

## Dozent und Lehrer
In Workshops und Seminaren trainiert Mürle Puppenspieler im professionellen und semi-professionellen Bereich.
- 2006: Hochschule in Osijek (Kroatien)
- 2007 + 2009: Staatliche Hochschule für Musik und Darstellende Kunst Stuttgart (Fachbereich Figurentheater)
- 2014: Puppetry Conference am O’Neil-Center in Waterforth Connecticut USA

Er ist außerdem Dozent am Figurentheater-Kolleg in Bochum und am Hof Lebherz in Warmsen.

## Regiearbeiten
Raphael Mürle führt auch bei verschiedenen Figurentheaterbühnen Regie
- 1998: Ein Fisch ist ein Fisch – Theater Punkt in Rehweiler[4]
- 2002: Der Froschkönig – Theater Marottino in Arbon, Schweiz[5]
- 2003: Der Löwe und die Maus – Theater Marottino in Arbon, Schweiz
- 2005: Oma schreit der Frieder – Zauberbühne Rottweil[6]
- 2005: Münchhausen – Zauberbühne Rottweil